# Simplicia xanthoma
Simplicia xanthoma là một loài bướm đêm trong họ Noctuidae.